# The Shoe
The Shoe – osada w Anglii, w hrabstwie Wiltshire. Leży 64 km na północny zachód od miasta Salisbury i 149 km na zachód od Londynu.